# Francesco Pastonchi

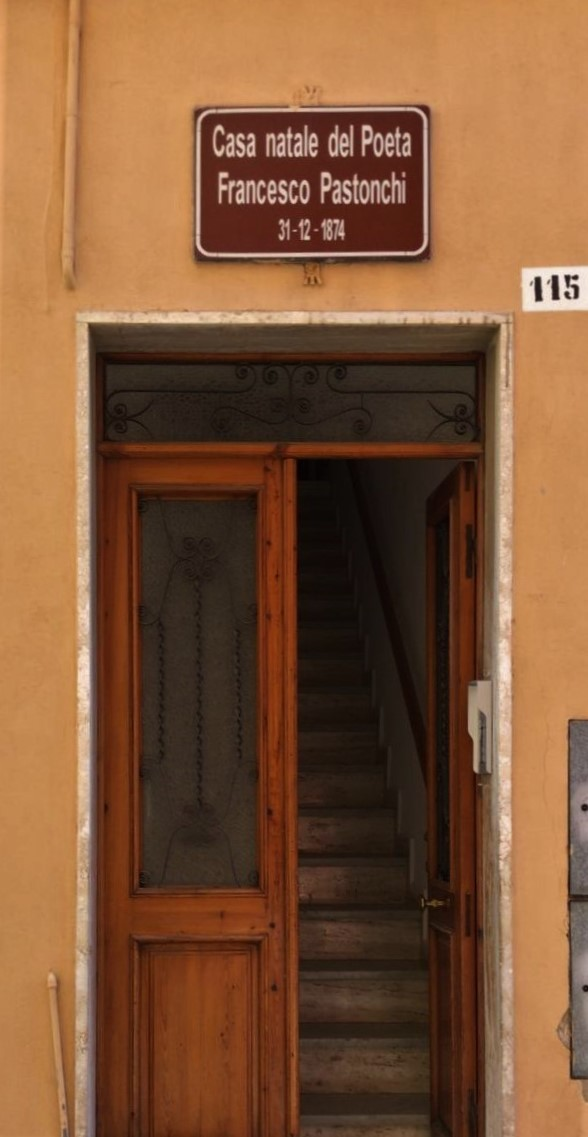
Geburtsort des Dichters in der Via Nino Bixio

Francesco Pastonchi (* 31. Dezember 1874 in Riva Ligure; † 29. Dezember 1953 in Turin) war ein italienischer Dichter, Journalist und Italianist.

## Leben und Werk
Pastonchi wuchs in Turin auf, studierte dort bei Arturo Graf und wurde ein gefeierter (heute vergessener) Dichter und Literaturkritiker (der Tageszeitung Corriere della Sera). 1935 wurde er auf der Basis seines öffentlichen Prestiges („per chiara fama“) als Nachfolger von Vittorio Cian auf den Lehrstuhl für italienische Sprache und Literatur der Universität Turin berufen, auf dem ihm 1948 Giovanni Getto nachfolgte.

## Werke
- (Übersetzer) Horaz, Il primo libro delle odi, Mailand 1939
- Ponti sul tempo, Mailand 1947 (gesammelte Literaturkritiken)
- (Hrsg.) Patria e mondo. Antologia per la scuola Media, Mailand 1954
- Poesie di Francesco Pastonchi, Mailand 1960
- (mit Alfredo Panzini) Italienische Novellen, übersetzt von Carl Steinhoff, Wilhelmshorst 1997